# Larry Coryell
Larry Coryell (født 2. april 1943 i Texas, død 19. februar 2017 i New York) var en amerikansk jazzrockguitarist.
Coryell hører sammen med John McLaughlin til 1960'ernes betydelige guitarister. 
Han kom for alvor frem med Chico Hamiltons kvintet i 1965 efter at være flyttet til New York City.
Coryell indspillede i 1968 med Gary Burtons gruppe, og dannede midt i 1960'erne gruppen Count's Rockband med Steve Marcus, Bob Moses og Mike Nock.
I 1973 dannede han så den innovative jazzrockgruppe The Eleventh House, med bl.a. Alphonse Mouzon.
Coryell formede med McLaughlin og flamencoguitaristen Paco de Lucia en akustisk guitartrio, som fik stor opmærksomhed.